# Blitar
Blitar è una città dell'Indonesia, situata nella provincia di Giava Orientale.